# Carl Georg Gottlob Nittinger

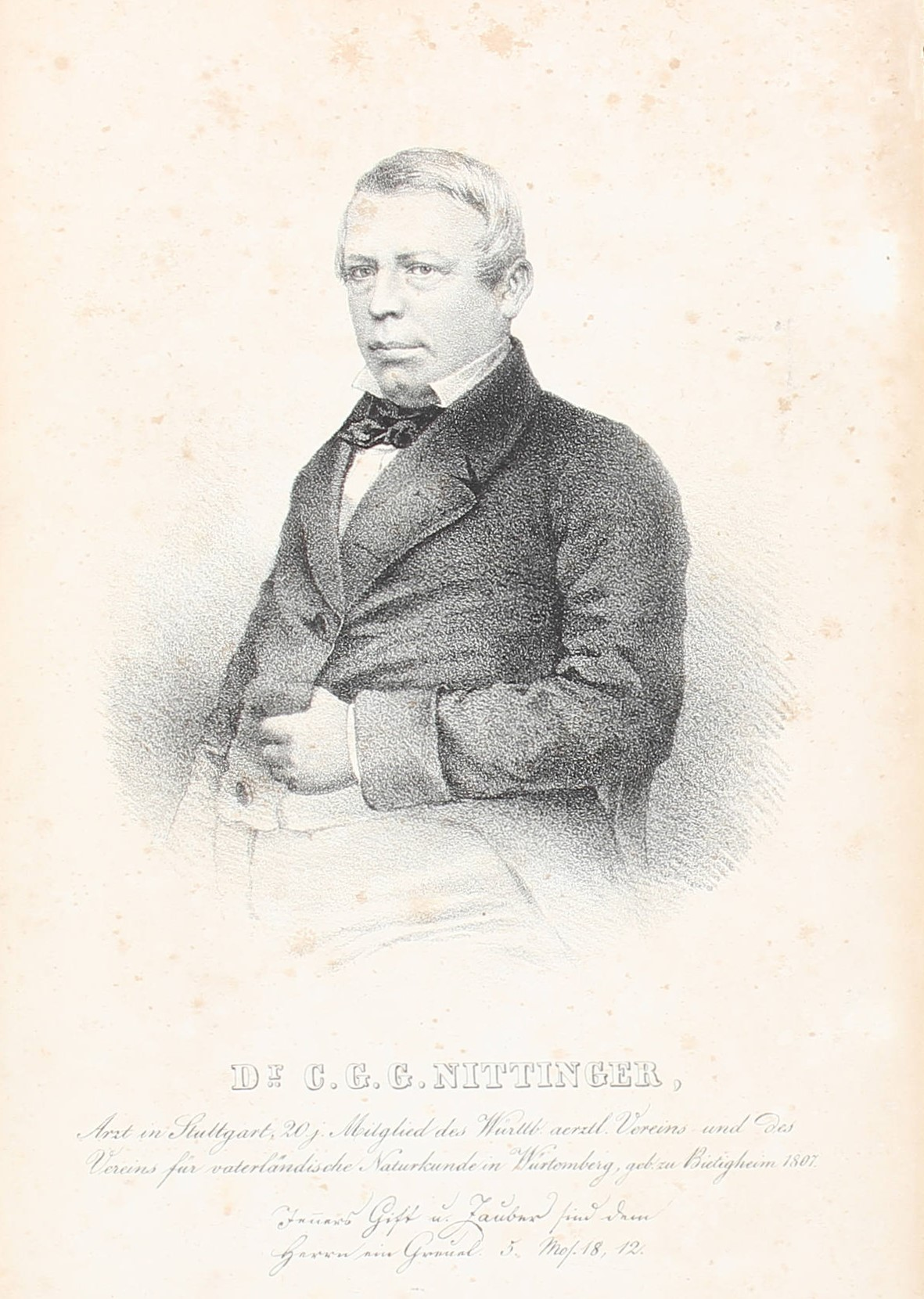
Porträt um 1859

Carl Georg Gottlob Nittinger (auch Karl Georg Gottlob Nittinger oder Gottlob Nittinger; * 23. November 1807 in Bietigheim; † 8. März 1874 in Stuttgart) war ein deutscher Mediziner und Impfgegner.

## Leben
Nittinger wurde früh Waise. Er besuchte die Schule seines Heimatortes sowie die Lateinschule von Nürtingen. Da er aufgrund seiner Mittellosigkeit nicht das Studium der Theologie absolvieren konnte, kam er an das Schullehrerseminar in Esslingen, an dem er durch den dortigen Professor Christian Ferdinand Friedrich Hochstetter auch eine gute Ausbildung in den Naturwissenschaften erhielt. Nach der Ausbildungszeit als Lehrgehilfe wurde er von Wilhelm Friedrich Philipp von Württemberg als Hauslehrer auf dessen Schloss in Stetten im Remstal angestellt. Dort unterrichtete er unter anderem den späteren Dichter Alexander Christian Friedrich von Württemberg. Zudem war es ihm aufgrund der Interessen Wilhelms für die Naturwissenschaften möglich, sich weiter dem Selbststudium der Naturwissenschaften und Medizin widmen.
Nittinger folgte zunächst einem Ruf als Lehrer an das Englisch-französische Institut nach Frankfurt am Main. Durch die Unterstützung seiner Schwiegerfamilie konnte er allerdings nach kurzer Zeit 1832 an die Universität Heidelberg wechseln, an der er das Studium der Medizin aufnahm. Von dort ging er an die Universität Würzburg, an der er 1835 mit der Dissertation "De statu putrido cum febre" zum Dr. med. promoviert wurde. Bereits in der Saison des Jahres 1834 wirkte er als stellvertretender Badearzt in Kissingen.
Nittinger begab sich 1836 auf eine Reise durch Europa, wobei er in Wien längere Zeit blieb und Carl von Rokitansky bei der Bekämpfung der dort ausgebrochenen Cholera unterstützte. Mit dieser bekam er es auch in Oberitalien und München zu tun. In Straßburg und Paris ließ er sich ab 1837 in der Chirurgie weiter ausbilden. Anschließend wollte er eine Expedition von Johann Jakob von Tschudi begleiten, aufgrund einer schweren Erkrankung musste er allerdings von Lissabon aus nach Württemberg zurückkehren.
Nittinger ließ sich 1839 als Arzt in Stuttgart-Berg nieder. Dort erfreute er sich als Arzt schnell großer Beliebtheit. Er erwarb eine Mineralquelle und eröffnete außerdem eine Badeanstalt. Daneben brachte er sich in das öffentliche Leben ein, wurde Vorstandsmitglied beim Stuttgarter Liederkranz und trat als Musiker und Komponist öffentlich in Erscheinung. 1840 affilierte er bei der Stuttgarter Freimaurerloge "zu den 3 Cedern".
Nittinger hielt sich zwar aus den Revolutionen 1848/1849 heraus, machte sich ab 1848 jedoch einen Namen als Impfgegner. Zunächst veröffentlichte er hierzu in der Presse und die ebenfalls 1848 in Stuttgart gedruckten Broschüren Darf weiter geimpft werden? und Das württembergische Impfgesetz. In der Zeit darauf trug er seine Positionen auf Konferenzen in Frankreich, England, Italien, Schweden, Norwegen, den Niederlanden und Deutschland vor, so auch beim Congrès scientifique de France in Rade de Cherbourg und publizierte rege zu diesem Thema. Seine Schriften waren zunehmend polemisch abgefasst, auch galten seine Thesen mitunter als gewagt und am Ende seines Lebens teilweise bereits als überholt. Sein Wirken blieb in der württembergischen Politik ohne Erfolg.

## Werke (Auswahl)
- Status putridus cum febre, Becker, Würzburg 1835.
- Ueber die 50jährige Impfvergiftung des württembergischen Volkes, 2 Bände, Hallberger, Stuttgart 1850–1852.
- Das schwarze Buch vom Impfen: Zeugnisse und Thatsachen, Brauns, Leipzig 1859.
- Das ärztliche Concordat, Schaber, Stuttgart 1861.
- Gott und Abgott oder die Impfhexe, Schaber, Stuttgart 1863.
- Die Staatsmagie der Impfung und die üblen Gesundheitsverhältnisse der Bevölkung vor der Abgeordneten-Kammer Würtembergs oder Was ist Wahrheit?, Brauns, Leipzig 1866.